# Roberto Ceruti
Roberto Ceruti (nascido em 10 de novembro de 1953) é um ex-ciclista italiano que participava em competições de ciclismo de estrada. 
Foi um dos atletas italianos que representou o seu país nos Jogos Olímpicos de 1976, realizados em Montreal, no Canadá.